# Varghese Johnson
Varghese Johnson (28 april 1982) is een Indiaas amateurbokser. Hij won een bronzen medaille in de categorie Super Heavyweight +91kg op de Gemenebestspelen 2006. Op de Aziatische Spelen van 2006 won hij ook een bronzen medaille en verloor hierbij van de Kazach Mukhtarkhan Dildabekov met 13-32.